# Ischnochiton caliginosus
Ischnochiton caliginosus är en blötdjursart som först beskrevs av Reeve 1847.  Ischnochiton caliginosus ingår i släktet Ischnochiton och familjen Ischnochitonidae. Inga underarter finns listade i Catalogue of Life.